# Neoleptastacus reductaspinus
Neoleptastacus reductaspinus is een eenoogkreeftjessoort uit de familie van de Arenopontiidae. De wetenschappelijke naam van de soort is voor het eerst geldig gepubliceerd in 1987 door Mielke.